# Timeleàcies
Les timeleàcies (Thymelaeaceae) són una família de plantes angiospermes de l'ordre de les malvals (Malvales), dins del clade de les màlvides, un subclade de les ròsides. Conté més de 900 espècies, agrupades en 52 gèneres. Aquesta família té una distribució cosmopolita, amb concentracions a l'Àfrica tropical, al sud-est asiàtic i Austràlia.

## Descripció
Són arbres, arbusts, lianes i poques vegades herbes, poden ser plantes perennifòlies o caducifòlies i sovint metzinoses. Les fulles són enteres i sense estípules, poden ser peciolades o sèssils i la seva disposició pot ser alternada o oposada. Les flors poden ser hermafrodites o unisexuades, sovint tenen un tub floral i acostumen a agrupar-se en inflorescències indeterminades. El fruit és una càpsula.

## Taxonomia
Aquesta família va ser descrita per primer cop l'any 1789. amb el nom de Thymelaeae, a l'obra Genera Plantarum del botànic francès Antoine-Laurent de Jussieu (1748 – 1836).

### Gèneres
Dins d'aquesta família es reconeixen els 52 gèneres següents:
- Aetoxylon (Airy Shaw) Airy Shaw
- Amyxa Tiegh.
- Aquilaria Lam.
- Arnhemia Airy Shaw
- Atemnosiphon Leandri
- Craterosiphon Engl. & Gilg
- Dais D.Royen ex L.
- Daphne Tourn. ex L.
- Daphnimorpha Nakai
- Daphnopsis Mart.
- Deltaria Steenis
- Diarthron Turcz.
- Dicranolepis Planch.
- Dirca L.
- Drapetes Banks ex Lam.
- Edgeworthia Meisn.
- Englerodaphne Gilg
- Enkleia Griff.
- Eriosolena Blume
- Funifera Andrews ex C.A.Mey.
- Gnidia L.
- Gonystylus Teijsm. & Binn.
- Goodallia Benth.
- Gyrinops Gaertn.
- Jedda J.R.Clarkson
- Kelleria Endl.
- Lachnaea L.
- Lagetta Juss.
- Lasiadenia Benth.
- Lasiosiphon Fresen.
- Lethedon Biehler
- Linodendron Griseb.
- Linostoma Wall. ex Endl.
- Lophostoma Meisn.
- Octolepis Oliv.
- Ovidia Meisn.
- Passerina L.
- Peddiea Harv.
- Phaleria Jack
- Pimelea Banks ex Gaertn.
- Restella Pobed.
- Rhamnoneuron Gilg
- Schoenobiblus Mart.
- Solmsia Baill.
- Stellera L.
- Stephanodaphne Baill.
- Struthiola L.
- Synandrodaphne Gilg
- Synaptolepis Oliv.
- Tepuianthus Maguire & Steyerm.
- Thymelaea Mill.
- Wikstroemia Endl.